# Road Scholars
Road Scholars è il secondo album dal vivo del gruppo musicale statunitense Spyro Gyra, pubblicato il 24 marzo 1998.

## Tracce
1. Heart of the Night (Jay Beckenstein) – 6:41
2. Breakfast at Igor's (Jay Beckenstein, Scott Ambush) – 7:20
3. Morning Dance (Jay Beckenstein) – 4:16
4. Shaker Song (Jay Beckenstein) – 10:15
5. Shanghai Gumbo (Julio Fernandez) – 6:28
6. Innocent Soul (Tom Schuman) – 6:28
7. South American Sojourn (Joel Rosenblatt) – 5:36
8. Ariana (Jeremy Wall) – 6:07
9. De La Luz (Julio Fernandez) – 8:24
10. Daddy’s Got A New Girl Now (Jay Beckenstein) – 6:01
11. Best Friends (Jay Beckenstein) – 4:04

## Formazione
- Jay Beckenstein – sassofoni
- Tom Schuman – tastiere
- Julio Fernandez – chitarra
- Joel Rosenblatt – batteria
- Scott Ambush – basso